# Comuna Mîhailivka, Tulciîn
Mîhailivka (în ucraineană Михайлівка) este o comună în raionul Tulciîn, regiunea Vinnița, Ucraina, formată din satele Mankivka și Mîhailivka (reședința).

## Demografie
Componența lingvistică a satului Mîhailivka
     Ucraineană (97,82%)
     Rusă (1,88%)
     Alte limbi (0,3%)
Conform recensământului din 2001, majoritatea populației satului Mîhailivka era vorbitoare de ucraineană (97,82%), existând în minoritate și vorbitori de rusă (1,88%).